# 학리항
학리항(鶴里港)은 부산광역시 기장군 일광읍 학리에 있는 어항이다. 지방어항으로 지정하여 관리하고 있다. 시설관리자는 기장군수이다.

## 어항 구역
본 항의 어항 구역은 다음과 같다.
- 학리방파제 육상지점에서 방파제 외측 직선거리 300m 지점과 삼성리 산100번지 지선돌출부를 연결한 선내 수역(A=50,000m2)

## 개발 계획
2010년 5월 19일 고시된 학리항 어항개발계획의 주요내용은 다음과 같다.
- 외곽시설: 동방파제 298m, 서방파제 80m
- 계류시설: 물양장 490m, 접안시설 178m
- 어선어구보전시설: 어구 제작·수리장 824m2(A동 100m2, B-1동 145m2, B-2동 125m2, C동 174m2, D동 280m2)
- 수산물 유통·판매시설: 활선어 위판장 231m2, 공동구판장 78.3m2, 판매시설·복지회관 990m2
- 레저용 기반시설: 먹거리 쇼핑시설 1,244m2
- 관광객 이용시설: 해양문화 체험시설 1,240m2

## 참고 자료
- 학리항 - 부산역사문화대전